# The Best of Tevin Campbell
The Best of Tevin Campbell es un álbum de grandes éxitos del cantante estadounidense Tevin Campbell, publicó en el 2011 por el sello Qwest Records.

## Listado de canciones
| N.º | Título                           | Duración |  |
| 1.  | «Can We Talk»                    | 4:44     |  |
| 2.  | «I'm Ready»                      | 4:45     |  |
| 3.  | «Shhh»                           | 4:54     |  |
| 4.  | «Always in My Heart»             | 5:38     |  |
| 5.  | «Back to the World»              | 4:59     |  |
| 6.  | «Could You Learn to Love»        | 4:08     |  |
| 7.  | «Goodbye»                        | 4:16     |  |
| 8.  | «Round and Round»                | 4:54     |  |
| 9.  | «Tell Me What You Want Me to Do» | 5:02     |  |
| 10. | «One Song»                       | 4:25     |  |
| 11. | «Another Way»                    | 4:54     |  |
| 12. | «Don't Say Goodbye Girl»         | 4:30     |  |
| 13. | «What Do I Say»                  | 4:55     |  |
| 14. | «Brown Eyed Girl»                | 4:01     |  |
| 15. | «Tell Me Where»                  | 4:28     |  |